# ジュビレッチェ
ジュビレッチェは、日本のお笑いコンビ。CINEMACT所属。

## 芸風
主に漫才。コンビ名はお互いの所属していたサッカークラブを足したものに由来。

## メンバー
澤井 一希（さわい かずき、1996年9月5日（28歳） - ）
ボケ担当。
アメリカ合衆国・ロサンゼルス生まれ、1歳から広島県福山市育ちのハーフ。マリ人の父と日本人の母を持つ。英語は喋れない。
身長195 cm。BWHはそれぞれ101・79・100。足の大きさ30 cm。血液型はO型。
小学校2年から大学までサッカー一筋のスポーツ少年だった。小6時には全国大会出場を果たし、中学時はサンフレッチェ広島の常石ジュニアユース（現・FCツネイシ）でFWとしてプレー。高校時代はサンフレッチェ広島ユースに所属、同期に荒木隼人などがいた。プロを目指し環太平洋大学へ進学したが、3年時の12月に股関節を故障。1年間のリハビリを経ても完治せず、サッカーと同じぐらい気持ちをぶつけられることは何かと考えて芸能界入りを決意。2019年4月、大学卒業と同時に単身上京した。荒木の紹介で、現相方の塩谷と出会う。
趣味は筋トレ、銭湯、サウナ、映画鑑賞。特技は大食い。
普通自動車免許、中学校・高等学校教諭保健体育免許を所持している。
小学生の頃はサッカー、野球、バスケ、水泳を同時に習っていたこともありスポーツ万能。『オールスター感謝祭2020秋』の企画・ミニマラソンでは初出場ながら1位に輝いた。
持ちネタは八村塁のものまね。『爆笑そっくりものまね紅白歌合戦スペシャル』にそっくりさんとして出演経験がある。

塩谷 昴大（しおや こうだい、1991年5月26日（34歳） - ）
ツッコミ担当。
静岡県出身。身長170 cm。BWHはそれぞれ90・79・91。足の大きさ26 cm。血液型はO型。
特技はサッカー（ACNジュビロ沼津出身、清水東から青山学院大学へ進学）。
普通自動車免許、高等学校公民科免許を所持している。
普段は俳優としても活動している。

## 出演

### テレビ
ジュビレッチェとして
- 鉄子の育て方（メ〜テレ）
- 炎の体育会TV（TBS）[9]

澤井
- NHK紅白歌合戦（NHK総合・ラジオ第1）
- 爆笑そっくりものまね紅白歌合戦スペシャル（フジテレビ）
- オールスター感謝祭（TBS）
- 有吉ゼミ（日本テレビ）[5]
- 38歳バツイチ独身女がマッチングアプリをやってみた結果日記（テレビ東京）[10]
- イッテQ! 新メンバー発掘プロジェクト（2024年4月6日・13日・27日、日本テレビ）

塩谷
- 世紀の大事件 御巣鷹山編（フジテレビ）
- ビター・ブラッド（フジテレビ）
- ワーキングデッド 〜働くゾンビたち〜（BSジャパン）
- 永遠の0（テレビ東京）
- ドS刑事（日本テレビ）
- ウチの夫は仕事ができない（日本テレビ）
- Re:Mind（テレビ東京）
- 食い逃げキラー（WOWOW）
- いだてん 〜東京オリムピック噺〜（NHK総合）

### ラジオ
塩谷
- 前田亘輝YOU達HAPPY（NACK5）
- 純喫茶しんや（レディオ湘南）

### Web
ジュビレッチェとして
- プロサッカークラブをつくろう! ROAD TO WORLD（SEGAチャンネル）

澤井
- ガンニバル（Disney+）

塩谷
- 火花（Netflix）
- 代償（Hulu）

### MV
塩谷
- ゆるめるモ!「WOW WOW WAR ～スカ・チャンポン斉唱戦線～」

### CM
塩谷
- セキスイハイム東海 ボクシング編
- 明治 ザバスミルクプロテイン

### 映画
ジュビレッチェとして
- 火葬（樋口慧一監督作品）塩谷:主演・宮下隼人役、澤井:インドカレー屋シェフ足立くん役

塩谷
- イン・ザ・ヒーロー（武正晴監督作品）
- グラスホッパー（瀧本智行監督作品）サッカー監修
- 新宿スワンⅡ（園子温監督作品）

### Vシネマ
塩谷
- 日本統一（辻裕之監督作品）